# Mangiatore di uomini di Mfuwe
Mangiatore d'uomini di Mfuwe è l'appellativo dato ad un leone senza criniera, simile a quelli avvistati un secolo prima nella zona del fiume Tsavo, in Kenya, che nel 1991 per due mesi seminò il panico nella località di Mfuwe (Zambia) causando almeno sei vittime accertate.
Fu abbattuto il 9 settembre 1991 dall'americano Wayne Hosek durante una battuta di caccia appositamente organizzata. Nel 1998 Hosek donò il corpo del leone al Chicago Field Museum, dove è a tutt'oggi conservato ed esposto.
Con un peso di quasi 250 kg ed una lunghezza, dal muso alla punta della coda, di circa 3,2 m, è il più grande leone mangiatore di uomini di cui si abbiano notizie certe.
Un'indagine svolta da una paleontologa dell’università di Vanderbilt a Nashville, che comprese anche i mangiatori di uomini dello Tsavo, ha svelato che l'animale avesse una frattura alla mandibola. Questo ha comportato la preferenza dell'animale nel cibarsi di carne più tenera, nell'impossibilità di predare in maniera ottimale. 